# ابن کثیر
عمادالدین ابوالفداء اسماعیل بن عمر بن کثیر قرشی (زاده ۷۰۱ ق. – درگذشته ۷۷۴ ق. -روستای مجدل نزدیک دمشق، سوریه) گذشته‌نگار، تفسیرگر و حدیث‌نگار مشهور شافعی بود. وی از پیروان ابن تیمیه بود و تفسیری بر قرآن به نام تفسیر ابن کثیر دارد. همچنین کتاب البدایة و النهایة که تاریخی از آغاز جهان تا دو سال قبل از مرگ خود او نوشته اوست.

## نام و تولد
عمادالدین ابوالفداء اسماعین بن عمر بن کثیر قرشی متولد ۷۰۱–۷۷۴ قمری (۱۳۰۲–۱۳۷۳ میلادی) در قریه مُجَیْدِل یا مجدل از قرای بصری دمشق متولد شده‌اند لذا وی را بُصروی نیز گفته‌اند. تاریخ دقیق تولدش مورد اختلاف است. خودش در این باره در کتابش البدایه نوشته ولی بخاطر اشکالات در ضبط آن‌ها میان نسخه‌های مختلف اختلافاتی ناشی از بی دقتی کاتبان آن دیده می‌شود.

## پدر و سرپرستی
پدرش شهب الدین ابوحفص عمر بود، ابتدا حنفی مذهب بود ولی بعداً شافعی شد. در مجیدل همسر دومی اختیار می‌کند. و هنگامی که اسماعیل خردسال بود فوت می‌کند. برادر بزرگش کمال الدین عبدالوهاب سرپرستی‌اش را می‌پذیرد و اسماعیل با آن‌ها به دمشق کوچ می‌کند.